# Matka (powieść)
Matka (ros. Мать) – powieść Maksyma Gorkiego wydana po raz pierwszy w 1906 roku, pierwszy w pełni socrealistyczny utwór, obrazujący narodziny ruchu robotniczego. Powieść powstała na fali doświadczeń Gorkiego związanych z przedrewolucyjną demonstracją majową w Niżnym Nowogrodzie w 1902 roku. Utwór trzykrotnie zekranizowano.

## Fabuła
Pelagia Własowa, kobieta prosta, pokorna i religijna, żyje wraz z buntującym się synem, Pawłem, oraz mężem-alkoholikiem, który się nad nimi znęca. Mąż Własowej szybko jednak umiera na przepuklinę, nie zgodziwszy się na operację. Niedługo po śmierci ojca Paweł zaczyna działać w partii socjaldemokratycznej: organizuje w swoim domu spotkania z towarzyszami i przewodniczy publicznym manifestacjom antycarskim (podczas święta pracy i pogrzebu jednego z towarzyszy). Za swoją działalność dwukrotnie trafia do więzienia. Matka do tego stopnia stara się zrozumieć syna, że sama staje się działaczką rewolucyjną, oderwaną od tradycji patriarchalnej – działa w partii, pod przykrywką pątniczki czy handlarki kolportuje nielegalne ulotki, książki i czasopisma. By widywać się z uwięzionym synem i kontynuować rewolucyjną działalność, przenosi się z osady robotniczej do oddalonego o 80 wiorst (85 km) miasta, gdzie mieszka u towarzysza Mikołaja Iwanowicza. W wyniku wyroku sądu Paweł i jego przyjaciele zostają zesłani na Syberię, natomiast Własowa – złapana na kolportażu mowy sądowej swojego syna – zostaje aresztowana i brutalnie pobita.

## Bohaterowie

### Bohaterowie pierwszo- i drugoplanowi
- Pelagia Niłowna Własow z domu Sierogin – tytułowa „Matka”; wtórna analfabetka, z Woskriesienskoje
- Paweł (Pasza) Michajłowicz Własow – syn Pelagii Niłownej
- Andrzej (Andriusza/Jędruś) Onisimowicz Nachodka, przezywany Chochoł – Ukrainiec z Kaniowa, mieszka w domu Pelagii z Pawłem; sądzony za przestępstwa polityczne w Rostowie i Saratowie; zakochany w Nataszy
- Mikołaj Daniłowicz Wiesowszczykow (Wiesowszczikow) – syn złodzieja Daniły; w pierwszej części podczas pobytu Pawła w więzieniu mieszka u Własowów; gdy trafia po manifestacji pierwszomajowej do więzienia, udaje mu się zbiec; ukrywa się u leśniczego i pracuje jako zecer w nowej drukarni
- Mikołaj Iwanowicz – pracuje w urzędzie ziemskim; były nauczyciel i subiekt w księgarni; zesłany dwukrotnie najpierw do Archangielska, później nad Morze Białe; syn dyrektora fabryki w Wiatce; chce wydawać pismo dla wsi
- Zofia Iwanowna – starsza o sześć lat siostra Mikołaja Iwanowicza, wdowa po Sybiraku, Kostii; gra na pianinie
- Jegor (Jegoruszka) Iwanowicz – syn diaka Iwana z Woskriesienskoje, ateista, wdowiec; obłożnie chory na serce, umiera w szpitalu; jego pogrzeb przeradza się w antycarską manifestację, która kończy się krwawym starciem z policją
- Natasza – nauczycielka z Moskwy, córka bogatego handlarza żelazem; zaczyna nauczać w fabryce tkackiej w jakimś mieście powiatowym
- Sasza, Saszeńka, właśc. Aleksandra – córka obszarnika; zakochana w Pawle
- Iwan Daniłowicz – lekarz, przyjaciel Mikołaja Iwanowicza; leczy Jegora Iwanowicza
- Ludmiła Wasiliewna – sąsiadka i przyjaciółka Jegora Iwanowicza, była razem z nim na zesłaniu na Syberii; żona podprokuratora – ma z nim trzynastoletniego syna, który mieszka z ojcem; opiekuje się innym chłopcem, Sieriożą
- Michał Iwanowicz Rybin – palacz, producent dziegciu; wdowiec; publicznie katowany przez żandarmów za kolportaż literatury, którą dostarcza mu Pelagia Niłowna

### Bohaterowie epizodyczni
- Iwan Bukin, Grzegorz (Grisza) Samojłow, Jakub Somow, Dragunow, Twieriakow, stary Sizow, Machotin, Wiałow, bracia Wasilij i Iwan Gusiewowie, Wawiłow i in. – robotnicy z osady fabrycznej
- Isaj Gorbow – kontroler fabryki, szpicel; dźgnięty śmiertelnie nożem
- Maria Korsunowa – handlarka
- Jefim, Jakub i Ignacy – palacze dziegciu od Rybina
- Fiodor (Fiedia) Mazin – młody chłopak, siostrzeniec robotnika fabrycznego Sizowa, poeta
- Sawielij – chory na gruźlicę, cioteczny brat parobka Jakuba, który stracił zdrowie w fabryce Niefiedowa
- Iwan (Wania) – siedemnastoletni blacharz; ranny z rozbitą głową po pogrzebie Jegora Iwanowicza leczony jest w mieszkaniu Mikołaja Iwanowicza
- Stiepan i Tatiana Czumakowowie – chłopi, u których nocuje Pelagia Niłowna podczas samotnej podróży z zakazaną literaturą; stracili dwójkę dzieci
- Piotr Jegorowicz Riabinin, przezywany Szydło – piśmienny chłop od Stiepana
- Jakub Wasiliewicz Gobun – były żołnierz, blacharz; starzec, w jego domu odbywają się zebrania ze ślusarzami; jego siostrzeniec Sawka Jewczenko siedzi w więzieniu razem z Pawłem
- Matwiej Iwanowicz – strażnik w więzieniu
- Fiediakin i Peltin – żandarmi (policjanci)

## Ekranizacje
- Matka – film z 1926 roku
- Matka – film z 1955 roku
- Matka – film z 1989 roku

## Pierwsze wydania przekładów na język polski
- wydanie w dwóch częściach:
  - Serce matki. Marceli Tarnowski (tłum.). Warszawa: „Renaissance”, 1929, s. 224.
  - Zwycięstwo matki. Marceli Tarnowski (tłum.). Warszawa: „Renaissance”, 1929, s. 256.
- Matka. Halina Górska (tłum.). Warszawa: „Książka”, 1946, s. 411.